# Скаб Мар'ян Стефанович
Мар'ян Стефанович Скаб (нар. 20 травня 1958, Чернівці) — український учений у галузі українського мовознавства, філолог. Доктор філологічних наук, професор кафедри історії та культури української мови (2005). Академік академії наук вищої школи України за науковим відділенням філології, мистецтвознавства та масової комунікації (2016). Володіє українською, російською, чеською, польською, румунською та англійською мовою.

## Біографія
Мар'ян Скаб народився 20 травня 1958 року в місті Чернівці.
Закінчив Чернівецький державний університет 1980 року за спеціальністю філолога і викладача української мови та літератури. Кандидатська дисертація «Семантико-граматична структура українського вокатива» (1988, за керівництвом доктора філологічних наук, професора Івана Вихованця), докторська дисертація «Функціональна сфера апеляції в українській мові (семантика, граматика, прагматика, стилістика)» (консультант — доктор філологічних наук, професор, член-кореспондент НАН України Іван Вихованець).
Працював у Полтавському педагогічному інституті ім. Володимира Короленка (1980-1989), з 1990 року — в Чернівецькому державному університеті, пізніше Чернівецькому національному університеті імені Юрія Федьковича. Професор кафедри історії та культури української мови (2005).
Викладав у Варшавському, Карловому, Краківському педагогічному та Бєльцькому університеті в Молдові.
У 2015-2019 роках працював у складі Української національної комісії з питань правопису.

## Наукова діяльність
Дослідження в царині функційної граматики (синтаксису і морфології), лінгвістичної прагматики, культури та стилістики української мови, славістики та лінгводидактики (понад 200 наукових і навчально-методичних праць). Автор численних навчальних посібників.

### Монографії
- «Граматика апеляції в українській мові» (2002)
- «Прагматика апеляції в українській мові» (2003)
- «Українська система найменувань адресата мовлення: колективна монографія» (2008)

### Курси
- «Вступ до мовознавства»
- «Вступ до слов'янської філології»
- «Загальне мовознавство»
- «Граматика апеляції в українській мові»
- «Прагматика і стилістика апеляції в українській мові»
- «Ділова українська мова»
- «Українська мова за фаховим спрямуванням»
- «Польська мова»
- «Чеська мова»

Підготував у співавторстві підручники з української мови для учнів 5 та 6 класів шкіл України з румунською, молдовською, польською та угорською мовами навчання. Консультував 1 доктора філологічних наук та 6 кандидатів філологічних наук.

### Участь у редколегіях
Брав та бере участь у редколегіях наукових журналів:
- «Українська мова» (Київ)
- «Теорія і практика викладання української мови як іноземної» (Львів)
- «Типологія та функції мовних одиниць» (Луцьк)
- «Науковий вісник Чернівецького університету. Слов’янська філологія» (Чернівці)
- «Науковий вісник Чернівецького університету. Романо-слов’янський дискурс» (Чернівці)
- «Studia Ucrainika Varsoviensia» (Варшава)
- «Annales Universitas Paedagogicae Cracoviensis. Studia Linguistica» (Краків)
- «Oriens Aliter» (Прага)

### Членство у спецрадах
- Був членом спеціалізованих вчених рад при Прикарпатському національному університеті імені Василя Стефаника та Чернівецькому національному університеті імені Юрія Федьковича.
- У 2006-2010 роках працював в експертній раді Вищої атестаційної комісії України.
- Організував чотири Міжнародні конференції «Українська мова і сфера сакрального» (2010, 2013, 2016, 2019) у Чернівецькому національному університеті імені Юрія Федьковича.

## Нагороди
- Нагрудний знак МОН України «Відмінник освіти» (2005)
- Заслужений працівник освіти України (2020)